# 545619 Lapuska
545619 Lapuska è un asteroide della fascia principale. Scoperto nel 2011, presenta un'orbita caratterizzata da un semiasse maggiore pari a 3,0469220 au e da un'eccentricità di 0,1546341, inclinata di 11,84275° rispetto all'eclittica.